# Bienvenidos a Edén
Bienvenidos a Edén (bra/prt: Bem-vindos ao Éden) é uma série de televisão espanhola de suspense criada por Joaquín Górriz e Guillermo López Sánchez para a Netflix, lançada em 6 de maio de 2022. É protagonizada por Amaia Aberasturi, Amaia Salamanca, Belinda e Albert Baró, entre outros.
Em fevereiro de 2022, três meses antes de sua estreia, a Netflix renovou a série para uma segunda temporada. Em 25 de maio de 2022, a Netflix informou que a série foi renovada para uma segunda temporada.
Em 7 julho de 2023, foi revelado que Bem-Vindos ao Éden foi cancelada após duas temporadas.

## Resumo

### Primeira temporada (2022)
Zoa (Amaia Aberasturi), Charly (Tomy Aguilera), África (Belinda), Ibón (Diego Garisa) e Aldo (Albert Baró) pessoas, com grande atividade nas redes sociais, recebem um convite para participarem de uma festa numa ilha secreta que organiza uma marca de bebida. Ali, tudo se desencadeia com um número anônimo fazendo a pergunta: "Você está feliz?". Os que aceitam o convite, começam uma aventura eletrizante, onde acabam se dando conta de que aquela viagem pode mudar todo o rumo de suas as vidas. Ainda que, pouco a pouco, também descobrirão que o paraíso não é o que parece. Essa ilha é comandada por Astrid (Amaia Salamanca) e seu marido Erick (Guillermo Pfening), os dois passam a ter um grande interesse em África. Zoa acaba tendo um pequeno relacionamento com Nico (Sergio Momo), mais tarde acaba se envolvendo com a jovem Bel (Begoña Vargas), já Charly passa a se interessar por Mayka (Lola Rodríguez) um mulher trans que é responsável pela segurança da ilha e monitora a todos com drones. Ibón se aproxima de Alma (Irene Dev) e logo eles iniciam um namoro, Ibón também passa a ser proximo de Eloy (Carlos Soroa) um deficiente auditivo que tem um relacionamento secreto com Orson (Joan Pedrola). 

### Segunda temporada (2023)
A segunda temporada se inicia imediatamente após os acontecimentos finais da temporada anterior, um novo grupo de jovens chega à misteriosa ilha. Charly e Zoa tentam escapar do Éden, mas Zoa desiste ao avistar a irmã Gaby (Berta Castañé) desembarcando no local. Ibón mata Ulises (Alex Pastrana) no intuito de proteger Zoa e Eloy ajuda o rapaz a se livrar do corpo, e enquanto isso, África a procura de Erick encontra uma sala secreta. Astrid, por sua vez, faz de tudo para encontrar os responsáveis por atacar seu marido. Charly consegue escapar com a ajuda de Mayka que não o denuncia, mais tudo é em vão, pois mais tarde ele é capturado por Joel (Carlos Torres) que também faz parte da fundação éden e junto com Danae (Lucia Guerrero) passam a trabalhar da ilha em busca do responsável pela morte de Ulises. Mayka está disposta a trair a confuança de Astrid pra salvar a vida de Charly. África é mantida em cativeiro por Astrid e decide usar o afeto que Erick tem por ela para tentar se salvar, mas ela acaba se envolvendo com ele amorossamente. O éden tem duas novas moradoras Som (Nona Sobo) e Gaby que passa a usar o nome de Molly ela consegue reencontrar a irmã Zoa e as duas decidem não contar para ninguém que são irmãs, Zoa e Bel continuam juntas firmes e fortes apesar dos obstáculos no caminho. Ibón se sente culpado por matar Ulises e as coisas pioram quando Eloy é acusado de ter cometido o assassinato, Alma e Orson são encarregados de matar Eloy, o que é algo muito dificil para Orson que tem sentimentos pelo rapaz.

## Elenco e personagens
Os personagens da série foram apresentados na coletiva de imprensa, onde os atores deram uma breve descrição de seus personagens:

### Principal
- Amaia Aberaturi como Zoa Rey Gómez-Fajardo, uma garota que se aventura quando vai a uma festa.[5]
- Belinda como África Penati Guerra (Afrilux), uma garota que vai à festa da Fundação, ela é uma famosa influenciadora conhecida como Afrilux.[6][7]
- Tomy Aguilera como Charly Escudero, um dos garotos que vai à festa da Fundação tentar esquecer os traumas do passado.[5]
- Diego Garisa como Ibón Arregui, um dos garotos que vai à festa da Fundação para se reencontrar.[5]
- Berta Castañé como Gabi Rey Gómez-Fajardo, irmã de Zoa, que a procura incansavelmente.[8]
- Albert Baró como Aldo Roig Muro (1ª temporada), um dos garotos que vai à festa da Fundação e que suspeita das intenções de Astrid.[5]
- Amaia Salamanca como Astrid Bartos Sepúlveda, esposa de Erik e fundadora da Fundação Éden.[9]
- Guillermo Pfening como Erick, marido de Astrid e fundador da Fundação Éden.[5]
- Lola Rodríguez como Mayka, uma garota viciada em tecnologia que é muito leal a Astrid.[5]
- Alex Pastrana como Ulises/Ulisses Gracia Delgado (1ª temporada), um garoto frio e obsessivo que fará de tudo para conseguir o que quer.[5]
- Begoña Vargas como Bel, uma garota durona e enigmática que vive no Éden.[5]
- Irene Dev como Alma, uma garota que se vê refletida nos ideais da Fundação.[5]
- Berta Vázquez como Claudia/Cláudia (1ª temporada), uma mulher que está no Éden há muito tempo e que acaba se conectando com Zoa.[5]
- Claudia Trujillo como Brenda, uma garota que protege os ideais da Fundação para que as regras da ilha sejam cumpridas.[10]
- Ana Mena como Judith (1ª temporada), a melhor amiga de Zoa, com quem vai à festa da Fundação.[5]
- Sergio Momo como Nicolás "Nico", um garoto misterioso e alegre que trabalha na Fundação.[5]
- Joan Pedrola como Orson, um trabalhador do Éden muito leal à Fundação.[11]
- Carlos Soroa como Eloy, um membro surdo da Fundação que é amigo de Bel.[11]
- Jonathan "Maravilla" Alonso como Saúl, membro da Fundação, médico e responsável pela saúde dos demais membros.
- Dariam Coco como Eva, uma garota que mora no Éden, um tanto estranha e observadora.[5]
- Blanca Romero como Roberta Gómez-Fajardo, mãe de Zoa e Gabi.[10]
- Max Sampietro como Isaac, um menino que mora na ilha e tem um relacionamento com Astrid e Erik.
- Anna Alarcón como Nuria, uma mulher que cuida de Isaac.
- Lucía Guerrero como Danae, uma garota da Fundação que trabalha fora da ilha com Lucas na 1ª Temporada, passa a trabalhar na ilha na 2ª Temporada
- Carlos Torres como Joel , o novo segurança da ilha de inteira confiança de Astrid (2ª Temporada)
- Nona Sobo como Som, um nova garota convidada da ilha do Éden (2ª Temporada)
- Ana Wagener como Brisa Galván, uma detetive particular contratada pelo pai de Ibón que entra em contato com Gabi.[10]

### Recorrente
- Jason Fernández como David (1ª temporada), um garoto que vai à festa da ilha e tem um caso com Zoa na festa.[7]
- César Mateo como Lucas, um membro da Fundação que se encarrega de transportar os novatos para a ilha.[10]
- Martí Atance como Fran (1ª temporada), um membro da Fundação que discorda dos procedimentos da ilha.
- Mario de la Rosa como o pai de Zoa e Gabi (1ª Temporada)
- Adrian Grösser como León , um membro da Fundação que fica de olho na familia das pessoas que foram pra ilha do Éden.
- Òscar Foronda como Ernesto, pai de Ibón que contrata a investigadora Brisa pra investigar o desaparecimento do filho.
- Eudald Font como Luís, irmão mais velho de Charly. (2ª Temporada)
- Brian Lehane como Florian , pai de Astrid quem criou o projeto do Éden (2ª Temporada)
- Lucas Heimlund como Issac, quando era mais novo (2ª Temporada)
- Koichi Sughiara como Sisuk , pai de Som mandante do atentado que matou o pai de Astrid (2ª Temporada)

## Episódios
| Temporada | Temporada | Episódios | Episódios | Originalmente lançado |
| --------- | --------- | --------- | --------- | --------------------- |
|           | 1         | 8         | 8         | 6 de maio de 2022     |
|           | 2         | 8         | 8         | 21 de abril de 2023   |

### 1ª Temporada 2022
| N.º | Título (no Brasil)                           | Dirigido por    | Escrito por                              | Lançamento        |
| --- | -------------------------------------------- | --------------- | ---------------------------------------- | ----------------- |
| 1 | "El viaje de tu vida" "A viagem da sua vida" | Daniel Benmayor | Joaquín Górriz & Guillermo López Sánchez | 6 de maio de 2022 |
| Zoa, tentando escapar de sua mãe viciada e do seu pai ausente, aceita um convite para um festival exclusivo e secreto em uma ilha misteriosa. Sua melhor amiga Judith se convida, o que é contra o contrato que Zoa assinou. Chegando na ilha, todos os convidados recebem uma pulseira. Mais tarde, várias pulseiras se acendem e as pessoas recebem uma bebida misteriosa - Blue Edén. Fran, um dos membros da ilha que discorda dos métodos praticados, é torturado por desobediência, o que é testemunhado por Judith, que fica chocada. Zoa acorda no dia seguinte e descobre que ela e outros quatro são os únicos que restaram na ilha. Zoa, África, Ibón, Charly e Aldo, que estava desconfiado. Eles são convidados a ficar no Éden por Astrid - a líder. Judith acorda sozinha e confusa, mas é rapidamente agarrada por um assaltante não visto. |                                              |                 |                                          |                   |
| 2 | "Evaluación" "Avaliação"                     | Menna Fité      | Joaquín Górriz & Guillermo López Sánchez | 6 de maio de 2022 |
| Fran tenta escapar da ilha, mas é pego e executado. Aldo está altamente desconfiado e duvidoso das intenções da Fundação. Zoa é direcionada para o Módulo 8, onde conhece seus colegas de quarto Nico, que a salvaram na noite do festival, e Claudia, de fala suave. Ainda preocupada com Judith, Zoa pergunta a Orson sobre seu paradeiro, mas ele finge desconhecimento. Ibón e Alma se unem por causa de seu amor por tocar piano. Zoa é posteriormente escolhida para fazer uma avaliação na qual descreve sua vida: ela e sua irmã Gabi tiveram que se cuidar sozinhas. Seus pais se divorciaram devido ao vício em heroína de sua mãe, algo que fez Zoa se sentir mal por Gabi ter esperanças, já que ela ficava animada toda vez que sua mãe saía da clínica de reabilitação, apenas para ela ter uma recaída novamente. Astrid então fez Zoa repetir em voz alta que sua mãe a odiava. Gabi, por outro lado, está chateada por Zoa não aparecer no seu aniversário de 16 anos. Durante o anoitecer, Zoa vê um menino que desaparece rapidamente antes que ela possa olhar de perto. |                                              |                 |                                          |                   |
| 3 | "Fiesta de despedida" "Festa de despedida"   | Menna Fité      | Joaquín Górriz & Guillermo López Sánchez | 6 de maio de 2022 |
| Ulises, o chefe de segurança da Fundação, informa aos cinco novos membros que o tempo melhorou e o barco chegaria ao meio-dia do dia seguinte para buscá-los. Ainda desconfiado, Aldo acusa Ulises de mentir para eles e decide planejar sua própria fuga. Ele entra em um barco, mas é pego por Brenda que atira na cabeça dele, matando-o. Astrid e seu marido Erick se interessam por África. Durante a festa de despedida, Alma ajuda Ibón a enfrentar seus medos e ele faz uma performance de piano impressionante; os dois admitem seus sentimentos um pelo outro e se beijam. Claudia diz a Charly que ele e seus amigos nunca deixarão a ilha. Gabi percebe que os avisos de Zoa sobre a recaída da mãe podem fazer sentido depois que ela demonstra pouco interesse pelo seu desaparecimento. |                                              |                 |                                          |                   |
| 4 | "La otra orilla" "O outro caminho"           | Daniel Benmayor | Joaquín Górriz & Guillermo López Sánchez | 6 de maio de 2022 |
| Zoa fica desconfiada quando Aldo desaparece. Bel faz com que Eloy, membro surdo da Fundação e amigo dela, passe o cartão de acesso de Orson, com quem ele mantém uma relação secreta, para acessar a sala de informática controlada por Mayka, onde descobre que tanto África quanto Ibón, tendo decidido voluntariamente permanecer no Éden, estão passados enquanto Aldo está como "eliminado". O status de Zoa, por outro lado, permanece pendente, porque ela "possui qualidades de liderança", mas é "amarga" e "desobediente". Enquanto isso, Gabi procura pelo quarto de Zoa, onde encontra uma mensagem em seu outro telefone de David, um cara que ela conheceu na festa do Blue Edén e pega um ônibus para San Sebastián para encontrar mais respostas, deixando sua mãe para trás. O pai de Ibón também contrata uma investigadora particular para trazê-lo de volta. Durante outra avaliação, Charly admite frustrantemente ter participado da morte de sua irmã quando ela se afogou durante um desafio de natação depois de não cuidar dela e que ele foi culpado por isso. Astrid simpatiza com Charly, dizendo-lhe que nenhuma criança deve ser culpada pela morte de um ente querido, o que por sua vez irrita Zoa e grita com Astrid por sua hipocrisia. Nico leva Zoa para uma caverna subterrânea onde ela fica horrorizada ao encontrar o cadáver de Judith. |                                              |                 |                                          |                   |
| 5 | "Tormenta" "Tempestade"                      | Daniel Benmayor | Joaquín Górriz & Guillermo López Sánchez | 6 de maio de 2022 |
| Em um flashback da manhã após a festa, Orson e Brenda atiraram e empurraram Judith de um penhasco por testemunhar a tortura de Fran, apesar de prometer com medo que ela não diria nada. À noite, há uma emergência devido a uma tempestade e todos são convidados a se reunir no Módulo 1, exceto Charly, que é ferido por uma explosão elétrica; Mayka, a responsável pela área de T.I., cuida dele e eles dormem juntos. Zoa leva Ibón à caverna para lhe mostrar o corpo de Judith, mas não o vê em lugar nenhum. Embora não acreditando nela a princípio, seu aviso alerta Ibón, pois Zoa estava descrevendo uma pintura de Patinir na qual Caronte estava olhando para o inferno, deduzindo, portanto, que alguém queria assustar Zoa com essa revelação. Bel diz a Zoa para não confiar em Nico porque ele é seu "elo", uma pessoa que mantém os recém-chegados na ilha. Depois de ser confrontado por Zoa, Nico alerta Astrid, revelando que ela ordenou que ele mostrasse o corpo a Zoa. Astrid e Erick então repreendem Zoa por não se arriscar, culpando-a por indiretamente causar a morte de Judith por ter violado o contrato que ela assinou. Brenda tenta matar Zoa, mas finalmente a poupa depois de implorar por outra chance e dizer falsamente que ela ouviu o termo de Aldo. Esgueirando-se para fora do Módulo 1, Ibón finalmente encontra o corpo de Judith em um barco, ficando espantado. Após se encontrar com David, Gabi decide ficar em San Sebastián para ser convidada para a ilha e refazer o paradeiro de sua irmã. Zoa tenta matar Nico com uma chave de fenda, mas é impedida por Claudia, o que é testemunhado por Alma. |                                              |                 |                                          |                   |
| 6 | "Rebelión" "Rebelião"                        | Menna Fité      | Joaquín Górriz & Guillermo López Sánchez | 6 de maio de 2022 |
| Claudia diz a Zoa que a marca C+F na cama significa "Claudia e Fran"; Fran costumava ser o elo de Claudia e se preocupava profundamente com ela, apenas para se matar tentando fazer a coisa certa, avisando-a para ficar longe de Bel porque ela está planejando uma rebelião contra Astrid. Alma ameaça Claudia para ficar quieta. Charly começa a duvidar das intenções de Mayka quando sua mãe lhe envia, através dela, uma mensagem furiosa por perder o aniversário da morte de sua irmã. Gabi experimenta a pulseira que David conseguiu roubar sorrateiramente da festa, fazendo com que um alarme disparasse. Para provar a si mesma, África sugere fazer uma festa para comemorar o aniversário de 15 anos de fundação do Éden; Astrid e Erick concordam. No entanto, chega a um fim abrupto quando a tela muda de repente desejando morte à Astrid depois que alguém invadiu o laptop de Mayka. Enfurecida com isso, Astrid organiza uma reunião com Erick e o conselho do Nível 2 para que outra pessoa assuma a culpa. Eles votam contra a execução de Zoa ou Eloy e, em vez disso, escolhem Claudia, que afirma falsamente que ela é a culpada antes de ser morta por Brenda e Orson. |                                              |                 |                                          |                   |
| 7 | "Lilith"                                     | Menna Fité      | Joaquín Górriz & Guillermo López Sánchez | 6 de maio de 2022 |
| Zoa, África, Charly e Ibón caminham pela queima de carvão como uma significação de sua união ao Éden. Eva e Alma são promovidas ao Nível 2 como novas membras do conselho e Ulises ao Nível 3. Astrid substitui Nico por Bel como o novo elo de Zoa; as duas passam tempo juntas e ficam próximas uma da outra. Zoa, Ibón e Charly estão planejando sua fuga sob a rebelião secreta de Bel (da qual Eva também faz parte), mas Ibón expressa seu interesse em permanecer no Éden porque não quer voltar para seu pai abusivo. Zoa convence Bel a fugir com ela, mas ela se recusa, pois pretende ficar para salvar o resto das pessoas no Éden. A investigadora particular diz à mãe de Zoa que ela desapareceu no mesmo dia em que outros que foram para a ilha também. Gabi retorna de San Sebastián, mas desconfia da investigadora quando ela oferece sua ajuda para localizar Zoa, antes que esta roube secretamente a pulseira dela. Uma figura mascarada invade a casa de Astrid e Erick e o ataca, resultando no agressor esfaqueando Erick no estômago antes de fugir. Astrid carrega Erick ferido para um complexo secreto da ilha, onde eles são recebidos por Isaac, que se revela ser o menino que Zoa viu anteriormente. David é sequestrado por uma equipe externa do Éden depois que a pulseira pegou sua localização. |                                              |                 |                                          |                   |
| 8 | "El viaje de vuelta" "A viagem de volta"     | Daniel Benmayor | Joaquín Górriz & Guillermo López Sánchez | 6 de maio de 2022 |
| David é torturado pela equipe externa do Éden por causa da pulseira roubada. Com a vida da mãe por um fio, David revela relutantemente que Gabi usava a pulseira e que ela mora em Barcelona, mas ele é morto mesmo assim. O comitê começa a fazer planos para o próximo festival do Éden. Alma diz a Ibón que todos os recém-chegados serão obrigados a contribuir no festival, o que frustra Zoa e Charly porque, com alguém de olho neles, isso interferirá completamente em seu plano de fuga. Zoa fica deprimida e rouba um carro de buggy e dirige até a praia, onde Bel a tranquiliza e promete ajudá-los a escapar despercebidos. Nico cria um confronto com Bel por "roubar" Zoa dele, o que se transforma em uma luta que Bel eventualmente vence. A investigadora está perto de encontrar a localização do Éden. Isaac cuida de Erick melhorando sua saúde. Afastada por causa de seu status de celebridade, África entra furtivamente no complexo usando o cartão de acesso de Ulises, descobrindo uma sala com dispositivos técnicos. Ela aperta um botão que envia um sinal para o espaço sideral, mas o elevador fecha antes que ela possa sair, prendendo-a. Isaac recebe o aviso e a antena de satélite perto dele começa a se mover. Quando o festival começa, Bel, Eloy e Eva fazem um desvio para dar a Zoa e Charly tempo suficiente para escapar; Charly chega ao barco a tempo, mas Mayka decide não denunciá-lo. No entanto, Zoa é pega por Ulises, que a sufoca violentamente até que Ibón vem em sua defesa e mata Ulises afogando-o; Eloy testemunha isso e esconde o corpo no fundo do mar. No entanto, quando Zoa está prestes a escapar, ela fica chocada ao ver que Gabi já chegou à ilha com os outros e ela acaba ficando lá sem saber o que fazer. |                                              |                 |                                          |                   |

### 2ª Temporada 2023
| N.º | Título (no Brasil)                              | Dirigido por                  | Escrito por                              | Lançamento          |
| --- | ----------------------------------------------- | ----------------------------- | ---------------------------------------- | ------------------- |
| 1 | "Infierno" "Inferno"                            | Denis Rovira                  | Joaquín Górriz & Guillermo López Sánchez | 21 de abril de 2023 |
| Ao descobrir outro assassinato no Éden, Astrid leva um exército para a ilha em busca de vingança. A chegada de Gabi atrapalha os planos de Zoa.                                   |                                                 |                               |                                          |                     |
| 2 | "Azul" "Azul"                                   | Denis Rovira                  | Joaquín Górriz & Guillermo López Sánchez | 21 de abril de 2023 |
| Zoa e Bel se aproximam ainda mais. Com ciúmes, Nico toma uma atitude. Ao defender África e Charly, Erick e Mayka colocam suas posições em risco.                                  |                                                 |                               |                                          |                     |
| 3 | "Comité" "Reunião do Comitê"                    | Juanma R. Pachón              | Joaquín Górriz & Guillermo López Sánchez | 21 de abril de 2023 |
| Os rebeldes tentam derrubar Astrid. Isaac revela sua verdadeira identidade a Eloy. Bel admite seus sentimentos por Zoa e planeja seu primeiro encontro amoroso.                   |                                                 |                               |                                          |                     |
| 4 | "Segundas Oportunidades" "Segundas Chances"     | Juanma R. Pachón              | Joaquín Górriz & Guillermo López Sánchez | 21 de abril de 2023 |
| As táticas conflitantes de Zoa e Gabi causam desentendimento entre as duas. Mayka convence Astrid e Erick a dar uma última chance de sobrevivência a Charly.                      |                                                 |                               |                                          |                     |
| 5 | "El Nuevo Éden" "O Novo Éden"                   | Denis Rovira                  | Joaquín Górriz & Guillermo López Sánchez | 21 de abril de 2023 |
| Enquanto os rebeldes espalham a verdade sobre o Éden, Astrid faz uma jogada ousada para realizar o plano de seu pai. África muda de estratégia e entra em conflito com Zoa e Bel. |                                                 |                               |                                          |                     |
| 6 | "Más Allá de las estrellas" "Além das Estrelas" | Denis Rovira                  | Joaquín Górriz & Guillermo López Sánchez | 21 de abril de 2023 |
| Mayka pede a Charly para ficar longe dela. Eloy, Orson e Ibón exploram os limites de sua amizade. Em Barcelona, a detetive Brisa é atacada.                                       |                                                 |                               |                                          |                     |
| 7 | "Serpiente" "Serpente"                          | Juanma R. Pachón Denis Rovira | Joaquín Górriz & Guillermo López Sánchez | 21 de abril de 2023 |
| Abalados com a notícia de outra morte, os rebeldes decidem acabar com o Éden. Astrid descobre a verdade sobre Zoa e Gabi. Erick planeja seu futuro com África.                    |                                                 |                               |                                          |                     |
| 8 | "Primer Contacto" "Primeiro Contato"            | Juanma R. Pachón              | Joaquín Górriz & Guillermo López Sánchez | 21 de abril de 2023 |
| Zoa sofre uma grande traição enquanto a rebelião desmorona e Brisa corre contra o relógio para salvar os habitantes do Éden.                                                      |                                                 |                               |                                          |                     |

## Produção

### Desenvolvimento
Bienvenidos a Edén foi criada por Joaquín Górriz e Guillermo López. A série foi produzida pela Brutal Media. Os episódios foram dirigidos por Daniel Benmayor e Menna Fité.
Em 25 de maio de 2022, a Netflix informou que a série foi renovada para uma segunda temporada, com Carlos Torres e Nona Sobo como adições ao elenco, e Denis Rovira e Juanma Pachón encarregados da direção dos novos episódios, já filmados.

### Seleção do elenco
O elenco principal da série foi confirmado em fevereiro e é formado por Amaia Salamanca, Amaia Aberasturi, Belinda, Lola Rodríguez, Sergio Momo, Begoña Vargas, Ana Mena e Berta Vázquez, entre outros.

### Filmagens
As gravações dos episódios da série começaram em 22 de fevereiro de 2021 e são realizadas em diferentes regiões espanholas como Barcelona, Alicante, a ilha de Lanzarote e a província de Teruel. Em abril do mesmo ano, as filmagens mudaram para San Sebastián. No final de maio, o diretor Daniel Benmayor anunciou o fim das gravações da série.

## Lançamento
Em fevereiro de 2022, foi anunciado que a série estrearia em abril do mesmo ano, além de divulgarem as primeiras fotos promocionais da série. A estreia foi adiada rapidamente para ceder lugar para a estreia de Los herederos de la tierra e a quinta temporada de Élite. No final de março de 2022, foi divulgado que série chegaria a plataforma no dia 6 de maio. A série estreou em 6 de maio de 2022 na Netflix.